# Ток, Александр
Алекса́ндр Ток (псевдоним, настоящее имя — Алекса́ндр Ива́нович Крыло́в) (5 октября 1907, Нижняя Кушня, Царевококшайский уезд, Казанская губерния, Российская империя — 6 февраля 1970, Йошкар-Ола, Марийская АССР, СССР) — марийский советский писатель, переводчик, журналист, редактор, член Союза писателей СССР с 1950 года. Особую известность получил как переводчик произведений В. Маяковского на марийский язык и основоположник марийской литературной ленинианы. Участник Великой Отечественной войны. Член ВКП(б).

## Биография
Родился 5 октября 1907 года в д. Нижняя Кушня ныне Моркинского района Марий Эл в бедной крестьянской семье. Окончил школу в родной деревне, стал активным комсомольцем и селькором.
В 1923 году уехал в Казань, здесь учился в совпартшколе, на рабфаке Казанского университета. Переехал в Москву, где работал сотрудником газеты «Марий ял» («Марийская деревня»), выходившей в Центральном издательстве народов СССР, работал в Партиздате, Учпедгизе, Детгизе, был внештатным сотрудником Госполитиздата, издательства ЦК ВЛКСМ «Молодая гвардия».
25 сентября 1941 года призван в Красную армию. Участник Великой Отечественной войны: танкист 1 запасного танкового полка в г. Горький, рядовой. В 1944 году был контужен в Белоруссии, уволен с военной службы 17 августа того же года.
После войны работал в аппарате Совета Министров Марийской АССР.
Умер 6 февраля 1970 года в Йошкар-Оле, похоронен на Марковском кладбище.

## Литературное творчество
Писать начал с середины 1920-х годов, первые очерки и рассказы были опубликованы в журнале «У илыш» («Новая жизнь»). В 1927 году в Казани вышла в свет первая книга очерков «Лу ий» («Десять лет»). В 1933 году издал книгу «У» («Новое»).
В 1950 году был принят в Союз писателей СССР.
Особую известность получил как переводчик произведений В. Маяковского и основоположник марийской литературной ленинианы, в частности, перевёл на родной язык знаменитые поэмы Маяковского «Хорошо» и «Владимир Ильич Ленин». С Маяковским он впервые встретился ещё в январе 1928 года, в годы учёбы на рабфаке Казанского университета. Дружил с первым марийским киноактёром и поэтом Й. Кырла. Перевёл на родной язык произведения А. Пушкина, М. Лермонтова, Н. Некрасова, И. Бабеля, С. Маршака, А. Барто, М. Исаковского, М. Шолохова, Г. Тукая и других классиков отечественной литературы.
В 1970 году опубликовал на русском языке книгу воспоминаний «Незабываемые годы молодости», где содержатся ценные сведения о встречах с В. Маяковским, С. Есениным, М. Горьким, А. Луначарским, А. Гайдаром, Д. Фурмановым и другими известными деятелями литературы и культуры того времени.
В творчестве пользовался такими псевдонимами как А. Петтоки, Ал. Шулдыран, Чемеж Эчук, А. Кушняк, А. Иванов, Т. Александров.

## Основные произведения
Далее представлены основные произведения А. Тока на марийском и русском языках:

### На марийском и русском языках
- Лу ий: очерк [Десять лет]. — Казань, 1927. — 36 с.
- У учитель: ойлымаш // Октябрьлан пӧлек. — М., 1932. — С. 186—194.
- У: ойлымаш-влак [Новое: рассказы]. — М., 1933. — 80 с.
- Незабываемые годы молодости: воспоминания. — Йошкар-Ола, 1970. — 84 с.
- Озым ойлымаш // Мут орлаҥге. — Йошкар-Ола, 1963. — С. 120—128.

## Награды
- Медаль «За победу над Германией в Великой Отечественной войне 1941—1945 гг.» (09.05.1945)[4][10]
- Юбилейная медаль «Двадцать лет Победы в Великой Отечественной войне 1941—1945 гг.»
- Медаль «За трудовое отличие» (1951)[2][3]
- Юбилейная медаль «За доблестный труд. В ознаменование 100-летия со дня рождения Владимира Ильича Ленина»
- Почётная грамота Президиума Верховного Совета Марийской АССР (1967)[2][3]

## Память
- В честь 100-летия со дня рождения поэта в 2007 году во дворе школы д. Шордур Моркинского района Марий Эл была установлена памятная стела[2][11].
- Поэт В. Маяковский в стихотворении «Казань» изобразил его как «марийца, косого в скуле»[2][3].